# Nivel de vuelo

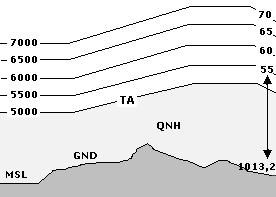
Nivel de vuelo de un avión, flight level en idioma inglés.

Se denomina nivel de vuelo (FL (flight level) por sus siglas en inglés) a la altitud que vuela una aeronave calculada con respecto a la isobara 29:92 pulgadas de mercurio (101325 Newton/m² o Pa -1013,25 hectopascales), medida por el altímetro de a bordo, y que es la presión al nivel medio del mar en la atmósfera tipo. Sin embargo, dado que la presión atmosférica es variable, frecuentemente esta isobara no se encuentra realmente al nivel del mar.
Este valor se toma internacionalmente en metros (m), sin embargo, en regiones como Norteamérica y ciertos países europeos es medida en cientos de pies redondeando de 500 en 500 y se usa por el control de tráfico aéreo para organizar el tráfico en cada aerovía. Por ejemplo, un avión volando a 10.256 metros (33.650 pies) se encuentra en el nivel de vuelo 336.
Un pie son 0,3048 m
En las siguientes tablas se aplica a los vuelos IFR:
| FL  | Metros | Pies  |
| --- | ------ | ----- |
| 20  | 600    | 2000  |
| 40  | 1200   | 4000  |
| 60  | 1850   | 6000  |
| 80  | 2450   | 8000  |
| 100 | 3050   | 10000 |
| 120 | 3650   | 12000 |
| 140 | 4250   | 14000 |
| 160 | 4900   | 16000 |
| 180 | 5500   | 18000 |
| 200 | 6100   | 20000 |
| 220 | 6700   | 22000 |
| 240 | 7300   | 24000 |
| 260 | 7900   | 26000 |
| 280 | 8550   | 28000 |
| 300 | 9150   | 30000 |
| 320 | 9750   | 32000 |
| 340 | 10350  | 34000 |
| 360 | 10950  | 36000 |
| 380 | 11600  | 38000 |
| 400 | 12200  | 40000 |
| 430 | 13100  | 43000 |
| 470 | 14350  | 47000 |
| 510 | 15550  | 51000 |

| FL  | Metros | Pies  |
| --- | ------ | ----- |
| 10  | 300    | 1000  |
| 30  | 900    | 3000  |
| 50  | 1500   | 5000  |
| 70  | 2150   | 7000  |
| 90  | 2750   | 9000  |
| 110 | 3350   | 11000 |
| 130 | 3950   | 13000 |
| 150 | 4550   | 15000 |
| 170 | 5200   | 17000 |
| 190 | 5800   | 19000 |
| 210 | 6400   | 21000 |
| 230 | 7000   | 23000 |
| 250 | 7600   | 25000 |
| 270 | 8250   | 27000 |
| 290 | 8850   | 29000 |
| 310 | 9450   | 31000 |
| 330 | 10050  | 33000 |
| 350 | 10650  | 35000 |
| 370 | 11300  | 37000 |
| 390 | 11900  | 39000 |
| 410 | 12500  | 41000 |
| 450 | 13700  | 45000 |
| 490 | 14950  | 49000 |